# Ramazan Kuramagomiedow
Ramazan Kuramagomiedow (ros. Рамазан Курмагомедов ur. 23 sierpnia 1996 w Machaczkała)  – rosyjski zawodnik mieszanych sztuk walk wagi półśredniej. Od 22 czerwca 2024 roku jest mistrzem organizacji Bellator MMA w wadze półśredniej.

## Osiągnięcia

### Mieszane sztuki walki
- 2024-nadal: Mistrz Bellator MMA w wadze półśredniej

## Lista zawodowych walk w MMA[2]
| Wynik   | Bilans | Przeciwnik (bilans przed walką) | Rozstrzygnięcie                             | Runda | Czas | Rozgrywki                                              | Data       | Miejsce       | Uwagi                                                                   |
| ------- | ------ | ------------------------------- | ------------------------------------------- | ----- | ---- | ------------------------------------------------------ | ---------- | ------------- | ----------------------------------------------------------------------- |
|         |        | TBA (?-?                        |                                             |       |      | Bellator                                               | 2025       | TBC           | Obrona pasa mistrzowskiego Bellator MMA w wadze półśredniej. Main Event |
| Wygrana | 13-0   | Jason Jackson (18-4)            | Decyzja (jednogłośna)                       | 5     | 5:00 | Bellator Champions Series 3: Jackson vs. Kuramagomedov | 22.06.2024 | Dublin        | Zdobył pas mistrzowski Bellator MMA w wadze półśredniej. Main Event     |
| Wygrana | 12-0   | Randall Wallace (20-9-1)        | Poddanie (duszenie zza pleców)              | 2     | 3:49 | Bellator 301                                           | 17.11.2023 | Chicago       |                                                                         |
| Wygrana | 11-0   | Jaleel Willis (16-4)            | TKO (kolano i ciosy pięściami w parterze)   | 1     | 1:24 | Bellator 297                                           | 16.06.2023 | Chicago       | Debiut w Bellator MMA                                                   |
| Wygrana | 10-0   | John Howard (29-17-1)           | Decyzja (jednogłośna)                       | 3     | 5:00 | Eagle FC 44                                            | 28.01.2022 | Miami         |                                                                         |
| Wygrana | 9-0    | Matias Juarez (12-3-1)          | Poddanie                                    | 2     | 4:58 | UAE Warriors 22                                        | 04.09.2021 | Abu Zabi      |                                                                         |
| Wygrana | 8-0    | Trevor Ollison (4-2)            | Poddanie (duszenie trójkątne rękoma)        | 2     | 3:22 | Cage Fury FC 85                                        | 18.09.2020 | Tunica        |                                                                         |
| Wygrana | 7-0    | Melisbek Abdyrakhmanov (5-5)    | Poddanie                                    | 1     | 1:51 | Krepost Fighting Championship                          | 14.12.2019 | Soczi         |                                                                         |
| Wygrana | 6-0    | Jordan Williams (8-2)           | Decyzja (niejednogłośna)                    | 3     | 5:00 | Dana White's Contender Series: 2019: Week 5            | 23.07.2019 | Las Vegas     | Pojedynek o kontrakt z UFC. Main Event                                  |
| Wygrana | 5-0    | Robert Hale (5-2)               | Decyzja (jednogłośna)                       | 3     | 5:00 | PFL 2018 #7: Regular Season                            | 30.08.2018 | Atlantic City | Debiut w PFL                                                            |
| Wygrana | 4-0    | Georgi Valentinov (18-4)        | Poddanie (duszenie zza pleców)              | 2     | 0:45 | ACB 81                                                 | 23.02.2018 | Dubaj         |                                                                         |
| Wygrana | 3-0    | Mindaugas Veržbickas (15-5-2)   | Decyzja (jednogłośna)                       | 3     | 5:00 | ACB 75: Stuttgart                                      | 25.11.2017 | Stuttgart     |                                                                         |
| Wygrana | 2-0    | Yukinori Akazawa (1-2)          | KO (kopnięcie na korpus)                    | 1     | 2:09 | ACB 57: Payback                                        | 15.04.2017 | Moskwa        | Debiut w ACA                                                            |
| Wygrana | 1-0    | Khasan Masheev (0-0)            | Poddanie (dźwignia prosta na staw łokciowy) | 1     | 2:00 | North Caucasian Fighting Championship 2014             | 30.08.2014 | Piatigorsk    | Debiut w zawodowym MMA                                                  |